# تکه‌های آوریل
تکه‌های آوریل (انگلیسی: Pieces of April) فیلمی در ژانر کمدی-درام است که در سال ۲۰۰۳ منتشر شد.
پاتریشا کلارکسون توانست به‌خاطر بازی در این فیلم برای دریافتِ جایزه اسکار بهترین بازیگر نقش مکمل زن نامزد شود.

## بازیگران
- کیتی هلمز
- درک لوک
- شان هایس
- آلیسون پیل
- اولیور پلات
- پاتریشا کلارکسون
- آلیس درامند